# 塩屋町 (神戸市)
塩屋町（しおやちょう）は、兵庫県神戸市垂水区の町名の一つである。現行行政地名は塩屋町1丁目から塩屋町9丁目である。

## 地理
- 塩屋浜

## 世帯数と人口
2021年（令和3年）12月31日現在の世帯数と人口は以下の通りである。
| 町丁           | 世帯数    | 人口    |
| -------------- | --------- | ------- |
| 塩屋町         | 436世帯   | 1,020人 |
| 塩屋町一丁目   | 374世帯   | 645人   |
| 塩屋町二丁目   | 59世帯    | 137人   |
| 塩屋町三丁目   | 603世帯   | 1,068人 |
| 塩屋町四丁目   | 463世帯   | 844人   |
| 塩屋町五丁目   | 387世帯   | 838人   |
| 塩屋町六丁目   | 977世帯   | 2,024人 |
| 塩屋町七丁目   | 261世帯   | 847人   |
| 塩屋町八丁目   | 157世帯   | 345人   |
| 塩屋町九丁目   | 620世帯   | 1,211人 |
| 塩屋町字一井谷 | 0世帯     | 0人     |
| 塩屋町字梅木谷 | 31世帯    | 36人    |
| 塩屋町字大谷   | 380世帯   | 727人   |
| 塩屋町字南谷   | 107世帯   | 180人   |
| 計             | 4,855世帯 | 9,922人 |

## 小・中学校の校区
市立小・中学校に通う場合、校区は以下の通りとなる。
| 丁目                                                                   | 番地                                                  | 小学校               | 中学校               |
| ---------------------------------------------------------------------- | ----------------------------------------------------- | -------------------- | -------------------- |
| 梅木谷                                                                 | うち旗振山登山道以北                                  | 神戸市立塩屋北小学校 | 神戸市立塩屋中学校   |
| 井谷、ウエ田、大谷、垣内、獅掛、四反田、東畑、南谷、向井、西山、梅木谷 | 但し梅木谷旗振山登山道以北を除く                      | 神戸市立塩屋小学校   | 神戸市立塩屋中学校   |
| 一丁目                                                                 | うち6番                                               | 神戸市立東垂水小学校 | 神戸市立垂水東中学校 |
| 一丁目                                                                 | 6番を除く                                             | 神戸市立塩屋小学校   | 神戸市立塩屋中学校   |
| 二丁目～五丁目                                                         | 全域                                                  | 神戸市立塩屋小学校   | 神戸市立塩屋中学校   |
| 六丁目                                                                 | うち25番27～49号、29番16～22号、30番6～30号、31～38番 | 神戸市立乙木小学校   | 神戸市立垂水東中学校 |
| 六丁目                                                                 | その他                                                | 神戸市立東垂水小学校 | 神戸市立垂水東中学校 |

## 交通

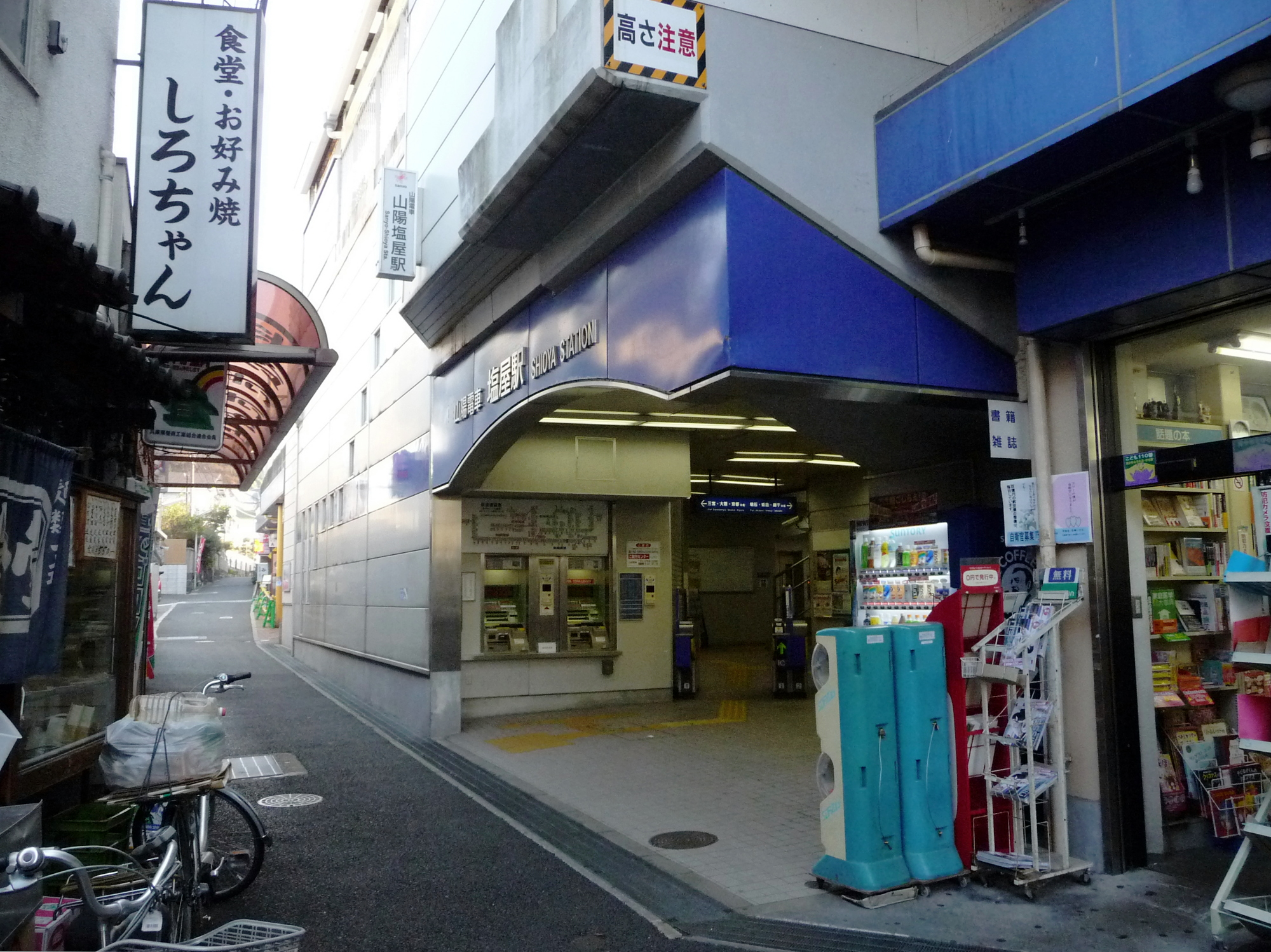
山陽塩屋駅

### 鉄道
町内には山陽電気鉄道本線山陽塩屋駅、JR西日本山陽本線塩屋駅の2つの鉄道駅が存在する。

### バス
2017年（平成29年）4月より、「塩屋コミュニティバスを走らせる会」が運行主体、山陽タクシーが運行事業者となり、タクシー車両を使用したコミュニティバス「しおかぜ」の本格運行が始まっている。

### 道路
- 国道2号

## 施設
- 塩屋漁港
- 神戸塩屋郵便局
- 旧グッゲンハイム邸
- 旧ジェームス邸

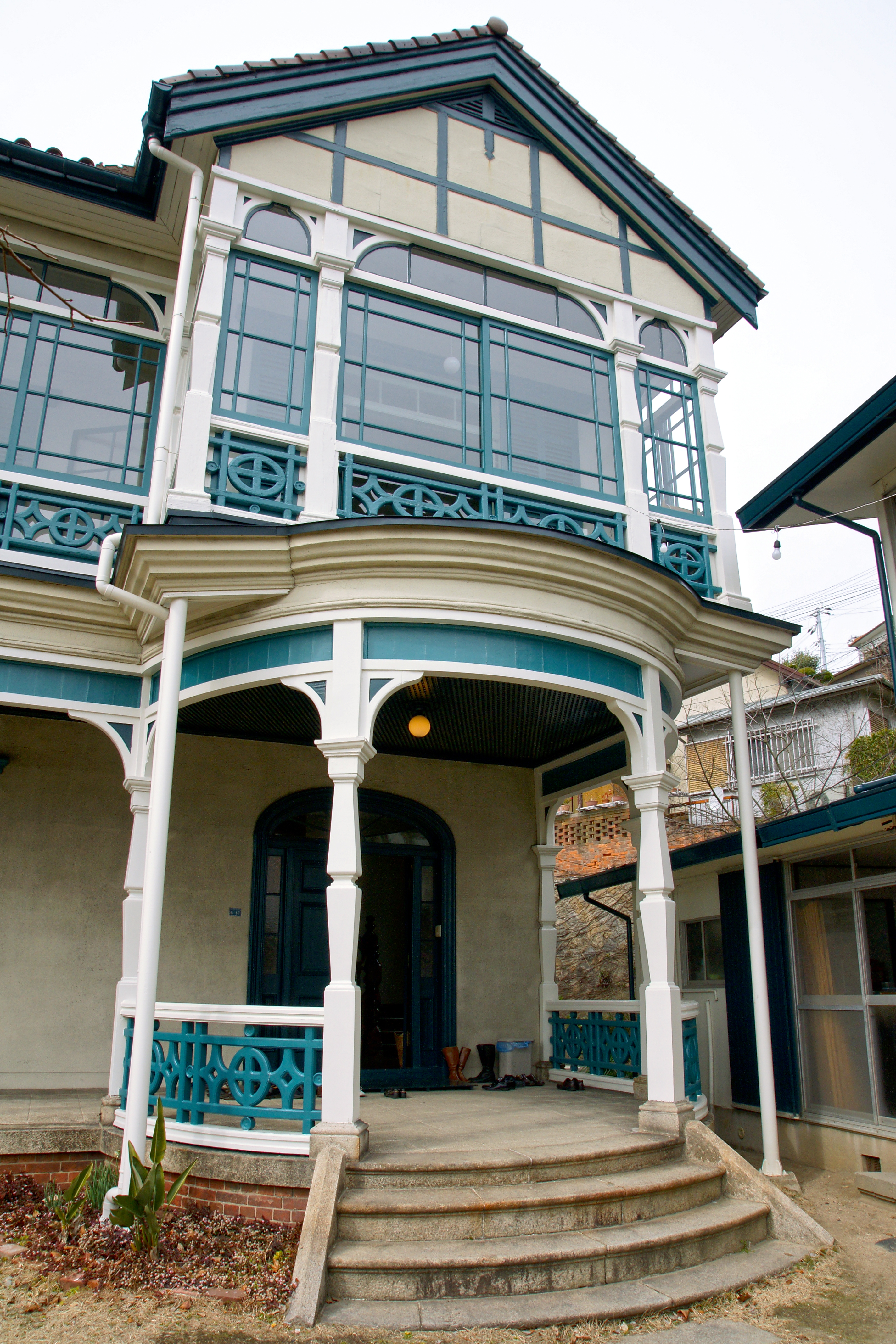
旧グッゲンハイム邸

なお塩屋町の一部も含めた地域をジェームス山と呼ぶことがあるが、一帯の住宅地開発を行ったイギリス人貿易商のアーネスト・ウイリアムス・ジェームスの人名に由来している。旧ジェームス邸はアーネスト・ウイリアムス・ジェームスの邸宅であった。
旧グッゲンハイム邸はドイツ系アメリカ人のグッゲンハイムの人名に由来している。1915年までグッゲンハイムにより使用されていた。なお、その後は別の人物が所有者となった。

## 出身者
- 佐川満男（歌手・俳優・タレント）